# Asèmia
L'asèmia és el terme per a la condició mèdica de no poder comprendre o expressar cap signe o símbol.
És una afecció més greu que l'afàsia, que és la incapacitat d'entendre els signes lingüístics. L'asèmia és causada per danys a les àrees del cervell que processen la comunicació, més concretament, quan hi ha un dany al costat esquerre del cervell en les àrees que processen la comunicació, com les àrees de Broca i Wernicke. El dany pot infligir-se per un trauma físic al cervell, però és més freqüentment causat per un accident vascular cerebral i, de vegades, per un tumor. L'aparició d'aquesta condició sol ser ràpida però no permanent. El tractament d'aquesta condició és la tradicional teràpia de parla en què l'individu ha de tornar a aprendre a llegir, escriure i parlar. Depenent de la gravetat de la lesió, la recuperació pot trigar uns quants dies. És freqüent una recuperació considerable, però sovint no en la mesura de la capacitat basal.

## Símptomes
L'asèmia és una afecció més greu que l'afàsia, de manera que té similituds amb la malaltia. Les persones que tenen asèmia tenen la incapacitat de comprendre signes, símbols i fins i tot el llenguatge. També tenen la incapacitat d'utilitzar signes, símbols i llenguatge. Les persones amb asèmia de vegades poden adoptar una escriptura asèmica, que és una escriptura «sense paraules»; l'escriptura sense paraules és una escriptura que sembla una escriptura habitual o tradicional, però no hi ha contingut que tingui sentit. El concepte de sintaxi, semàntica o fins i tot de comunicació no existeix en l'escriptura asèmica.

## Causes
La causa més comuna d'asèmia és el dany cerebral, com un vessament cerebral o un tumor cerebral. Altres causes possibles inclouen la malaltia d'Alzheimer i la infecció. Roger Wolcott Sperry, a través de la seva recerca de pacients amb split-brain, va descobrir que el cervell humà lateralitzava les funcions, el que significa que els dos hemisferis del cervell tenen funcions diferents. El dany cerebral, específicament a l'hemisferi esquerre, pot afectar la nostra capacitat de parlar o d'entendre el llenguatge. Això va portar a Sperry a concloure que, a causa de la lateralització de la funció cerebral, el llenguatge es basa en l'hemisferi esquerre. Per tant, qualsevol tipus de dany cerebral a l'hemisferi esquerre tindrà un gran impacte en el llenguatge, ja sigui expressiu o receptiu.

## Tractament
La teràpia de la parla sol ser el tractament més comú per a l'asèmia. La logopèdia permet que el pacient pugui millorar les seves habilitats d'expressió, comprensió i escriptura. Aquests pacients han de tornar a aprendre totes aquestes habilitats, ja que no poden comprendre ni expressar res. Normalment depèn del temps que triga a treballar la teràpia de la parla. Si la condició és menys greu, trigarà menys temps, tal vegada un parell de mesos a anys. Si la condició és més greu, pot trigar molts anys. La manera en què funciona la teràpia de la parla és a través de la pràctica de la parla, així com l'ús de programes informàtics especials que permeten al pacient practicar les seves habilitats de comunicació. Mitjançant l'ús de frases simples i curtes o la redacció d'aquestes frases, pot ajudar els pacients a la teràpia. Donar-los el temps suficient per comunicar-se amb els seus amics, familiars o terapeutes els ajudarà a augmentar les seves habilitats i poder gestionar-les.
L'èxit complet s'aconsegueix generalment amb el tractament. Tanmateix, de vegades només s'aconsegueix un èxit parcial i el pacient no pot comprendre-ho tot. Amb la restauració parcial d'algunes habilitats, el fisioterapeuta només pot centrar-se en les habilitats que es poden restaurar. En altres casos, el terapeuta pot treballar sobre les habilitats que no es poden recuperar i ensenyar al pacient sobre com manejar-les.